# Ivan Lizatović
Ivan Lizatović, hrvatski reprezentativac u hrvanju. Osvojio je brončano odličje na seniorskom europskom prvenstvu 2017. godine. Na EP u hrvanju grčko-rimskim načinom u Bukureštu 2019. je u repasažu u kategoriji do 60 kg izgubio je u borbi za broncu od Ukrajinca Lenura Temirova bodovnom premoći (0:9).